# Leucania mezeyi
Leucania mezeyi är en fjärilsart som beskrevs av Dioszeghy 1930. Leucania mezeyi ingår i släktet Leucania och familjen nattflyn. Inga underarter finns listade i Catalogue of Life.